# Заречье (Лопатенское сельское поселение)
Заречье — деревня в Клинцовском районе Брянской области в составе Лопатенского сельского поселения.

## География
Находится в западной части Брянской области на расстоянии приблизительно 10 км на северо-запад по прямой от районного центра города Клинцы.

## История
Возникла в начале XX века как группа хуторов. В середине XX века работал колхоз «Коминтерн». На карте 1941 года показаны Зареченские хутора с 201 двором.
В 1970 году колхоз села Лопатни реорганизован в совхоз «Новый мир, в его состав вошли д. Заречье, с. Гута-Корецкая.

## Население
Численность населения:, 4 человека (2002), 84 человека (2010), 73 человека (2013)..
Будет упразднена как фактически не существующая в связи с переселением всех жителей на постоянное место жительства в другие населённые пункты